# Michigan MAC Trophy
| Michigan MAC Trophy                                   |                                                 |                                                                       |
| Centra Michigan Chippewas                             | Eastern Michigan Eagles                         | Western Michigan Broncos                                              |
|                                                       |                                                 |                                                                       |
| Football Américain                                    |                                                 |                                                                       |
| Début Tenant                                          | : 2005 : Western Michigan                       | : 2005 : Western Michigan                                             |
| Central Michigan (6) 2006, 2009 2010, 2013 2017, 2021 | Eastern Michigan (5) 2007, 2008 2011, 2012 2022 | Western Michigan (9) 2005, 2014 2015, 2016 2018, 2019 2020, 2023 2024 |
|                                                       |                                                 |                                                                       |
| Basbet-ball masculin                                  |                                                 |                                                                       |
| Début Tenant                                          | : 2006 : Central Michigan                       | : 2006 : Central Michigan                                             |
| Central Michigan (6) 2010, 2012 2015, 2016 2019, 2024 | Eastern Michigan (5) 2017, 2018 2020, 2022 2023 | Western Michigan (8) 2006, 2007 2008, 2009 2011, 2013 2014, 2021      |

Michigan MAC Trophy est le terme donné aux deux trophées décernés aux universités de l'État du Michigan, membres de la Mid-American Conference de la NCAA Division I, qui obtiennent le meilleur bilan lors des rencontres les ayant opposées en saison régulière, l'un pour le football américain, l'autre pour le basket-ball masculin.
Les trophées symbolisent la suprématie au cours de la saison écoulée au sein de l'État du Michigan pour ces deux sports.
Les trois institutions du Michigan prétendantes aus trophées sont les Chippewas de l'université du Centre du Michigan (CMU) basée à Mount Pleasant, les Eagles de l'université de l'Est du Michigan (EMU) basée à Ypsilanti et les Broncos de l'université de l'Ouest du Michigan (WMU) basée à Kalamazoo.
Il s'agit de deux des rares trophées du sport universitaire disputés entre trois équipes ; les autres sont le Beehive Boot, le Commander-in-Chief's Trophy et la Florida Cup, décernés de manière irrégulière.

## Histoire
Le Michigan MAC Trophy a été créé en 2005 par le Michigan Sports Hall of Fame.
Il existe deux trophées, l'un remis au vainqueur de la série en football américain et l'autre au vainqueur de la série en basket-ball masculin.
CMU, EMU et WMU concourent ensemble au sein de la Mid-American Conference (MAC) depuis 1974 (WMU avait déjà rejoint la MAC en 1948).
En cas d'égalité, le trophée reste avec le détenteur précédent jusqu'à ce que l'un des autres rivaux remporte le titre. Cela s'est produit avec les deux trophées en 2008, lorsque chaque équipe a terminé avec 2 victoires pour deux défaites en basket-ball masculin et 1 victoire et 1 défaite pour chaque équipe en football américain; Western Michigan a conservé le trophée de basket-ball masculin et Eastern Michigan celui de football américain. Cela s'est également produit en 2012 avec le trophée de football américain, lorsque EMU l'a conservé.
Central Michigan a remporté le trophée de football américain en 2009 après qu'Eastern Michigan ait remporté les deux précédents. Le trophée de football américain a été remporté par les trois universités au cours des trois premières années d'existence du trophée.
WMU a remporté les quatre premiers trophées en basket-ball avant que CMU ne le remporte en 2010.
C'est Western Michigan qui a remporté le premier Michigan MAC Trophy pour chaque sport.
En fin de saison 2024, c'est Western Michigan qui a remporté le plus grand nombre de trophées soit 17 dont 8 en basket-ball et 9 en football américain.
| Université       | Football américain | Basketball | Total |
| ---------------- | ------------------ | ---------- | ----- |
| Western Michigan | 9                  | 8          | 17    |
| Central Michigan | 6                  | 6          | 12    |
| Eastern Michigan | 5                  | 5          | 10    |

## Palmarès

### Football américain
Le classement des équipes dans les tableaux ci-dessous est celui de l'Associated Press avant la saison 2014 et celui du comité du College Football Playoff depuis 2014.
| 6 trophées pour Central Michigan | 5 trophées pour Eastern Michigan | 9 trophées pour Western Michigan | Trophée conservé par le tenant (*) |

| Université       | G  | P  | %    |
| ---------------- | -- | -- | ---- |
| Western Michigan | 22 | 16 | 57,9 |
| Central Michigan | 20 | 19 | 51,3 |
| Eastern Michigan | 16 | 23 | 41,0 |

| Saison | Vainqueur          | Résumé                    | CMU-EMU    | CMU-WMU   | EMU-WMU    |
| ------ | ------------------ | ------------------------- | ---------- | --------- | ---------- |
| 2005   | Western Michigan   | WMU 2–0, EMU 1–1, CMU 0–2 | EMU 23PR20 | WMU 31–24 | WMU 44–36  |
| 2006   | Central Michigan   | CMU 2–0, WMU 1–1, EMU 0–2 | CMU 24PR17 | CMU 31–07 | WMU 18–15  |
| 2007   | Eastern Michigan   | EMU 2–0, CMU 1–1, WMU 0–2 | EMU 48–45  | CMU 34–31 | EMU 19–02  |
| 2008   | Eastern Michigan * | CMU 1–1, EMU 1–1, WMU 1–1 | EMU 56–52  | CMU 38–28 | WMU 31–10  |
| 2009   | Central Michigan   | CMU 2–0, WMU 1–1, EMU 0–2 | CMU 56–08  | CMU 34–23 | WMU 35–14  |
| 2010   | Central Michigan   | CMU 2–0, WMU 1–1, EMU 0–2 | CMU 52–14  | CMU 26–22 | WMU 45–30  |
| 2011   | Eastern Michigan   | EMU 2–0, WMU 1–1, CMU 0–2 | EMU 35–28  | WMU 44–14 | EMU 14–10  |
| 2012   | Eastern Michigan * | CMU 1–1, EMU 1–1, WMU 1–1 | CMU 34–31  | WMU 42–31 | EMU 29–23  |
| 2013   | Central Michigan   | CMU 2–0, EMU 1–1, WMU 0–2 | CMU 42–10  | CMU 27–22 | EMU 35PR32 |
| 2014   | Western Michigan   | WMU 2–0, CMU 1–1, EMU 0–2 | CMU 38–07  | WMU 32–20 | WMU 51–07  |
| 2015   | Western Michigan   | WMU 2–0, CMU 1–1, EMU 0–2 | CMU 35–28  | WMU 41–39 | WMU 58–28  |
| 2016   | Western Michigan   | WMU 2–0, EMU 1–1, CMU 0–2 | EMU 26–21  | WMU 49–10 | WMU 45–31  |
| 2017   | Central Michigan   | CMU 2–0, WMU 1–1, EMU 0–2 | CMU 42–30  | CMU 35–28 | WMU 20PR17 |
| 2018   | Western Michigan   | WMU 2–0, EMU 1–1, CMU 0–2 | EMU 17–07  | WMU 35–10 | WMU 27–24  |
| 2019   | Western Michigan * | CMU 1–1, EMU 1–1, WMU 1–1 | CMU 42–16  | WMU 31–15 | EMU 34–27  |
| 2020   | Western Michigan * | CMU 1–1, EMU 1–1, WMU 1–1 | CMU 31–23  | WMU 52–44 | EMU 53–42  |
| 2021   | Central Michigan   | CMU 2–0, EMU 1–1, WMU 0–2 | CMU 31–10  | CMU 42–30 | EMU 22–21  |
| 2022   | Eastern Michigan   | EMU 2–0, WMU 1–1, CMU 0–2 | EMU 38–19  | WMU 12–10 | EMU 45–23  |
| 2023   | Western Michigan   | WMU 2–0, CMU 1–1 EMU 0–2  | CMU 26–23  | WMU 38–28 | WMU 45–21  |
| 2024   | Western Michigan*  | EMU 1–0, WMU 0–0 CMU 0–1  | EMU 38–34  | CMU 16–14 | WMU 26–18  |

Note : * Le trophée est conservé par le tenant à la suite des bilans égaux de chaque université

### Basket-ball
| 6 trophées pour Central Michigan   | 5 trophées pour Eastern Michigan | 8 trophées pour Western Michigan |
| Trophée conservé par le tenant (*) | Bilan nul entre les 2 équipes    | Bilan nul entre les 2 équipes    |

| Université       | G  | P  | %    |
| ---------------- | -- | -- | ---- |
| Western Michigan | 42 | 31 | 57,5 |
| Eastern Michigan | 37 | 33 | 52,9 |
| Central Michigan | 29 | 43 | 40,3 |

| Saison | Vainqueur          | Résumé                    | CMU-EMU               | CMU-WMU              | EMU-WMU                  |
| ------ | ------------------ | ------------------------- | --------------------- | -------------------- | ------------------------ |
| 2006,  | Western Michigan   | WMU 4–0, EMU 2–2, CMU 0–4 | EMU 81–75 EMU 80–69   | WMU 75–71 WMU 68–57  | WMU 68–62 WMU 67–64      |
| 2007,  | Western Michigan   | WMU 3–1, CMU 2–2, EMU 1–3 | CMU 74–68 EMU 87PR83  | WMU 86–76 CMU 71–66  | WMU 84–80 WMU 80–61      |
| 2008,  | Western Michigan * | CMU 2–2, EMU 2–2, WMU 2–2 | CMU 62–53 EMU 67–64   | WMU 72–52 CMU 72–68  | EMU 81–71 WMU 70–52      |
| 2009,  | Western Michigan   | WMU 3–1, EMU 2–2, CMU 1–3 | EMU 842PR77 EMU 57–56 | WMU 72–63 CMU 71–68  | WMU 53–45 WMU 46–38      |
| 2010,  | Central Michigan   | CMU 3–1, WMU 2–2, EMU 1–3 | CMU 71–63 CMU 56–55   | WMU 70–61 CMU 74–66  | WMU 61–47 EMU 66–52      |
| 2011,  | Western Michigan   | WMU 4–0, CMU 1–3, EMU 1–3 | EMU 41–38 CMU 66–60   | WMU 63–56 WMU 81–68  | WMU 65–48 WMU 87–60      |
| 2012,  | Central Michigan   | CMU 3–1, EMU 2–2, WMU 1–3 | CMU 60–56 CMU 55–52   | WMU 64–61 CMU 76–70  | EMU 62PR59 EMU 54–53     |
| 2013,  | Western Michigan   | WMU 3–1, EMU 2–2, CMU 1–3 | EMU 58–52 CMU 61–59   | WMU 76–59 WMU 71–68  | WMU 63–59 EMU 50PR49     |
| 2014,  | Western Michigan * | EMU 3–1, WMU 3–1, CMU 0–4 | EMU 72–59 EMU 64–42   | WMU 75–72 WMU 76–64  | EMU 56–37 WMU 75–67      |
| 2015,  | Central Michigan   | CMU 3–1, WMU 2–2, EMU 1–3 | CMU 65–51 CMU 72–56   | CMU 70–65 WMU 74–62  | EMU 69–63 WMU 80–72      |
| 2016,  | Central Michigan * | EMU 3–1, WMU 3–1, CMU 0–4 | EMU 99–80 EMU 71–56   | WMU 92–85 WMU 91PR82 | WMU 94–86 EMU 74–63      |
| 2017,  | Eastern Michigan   | EMU 3–1, WMU 2–2, CMU 1–3 | EMU 85–63 EMU 109–81  | CMU 86–82 WMU 88-80  | EMU 86–80 WMU 88–80      |
| 2018,  | Eastern Michigan   | EMU 3–1, WMU 2–2, CMU 1–3 | EMU 79–74 EMU 72–67   | WMU 83PR81 CMU 84–71 | WMU 71–57 EMU 74-58      |
| 2019,  | Central Michigan   | CMU 4–0, EMU 2–2, WMU 0–4 | CMU 86–82 CMU 77–66   | CMU 85–64 CMU 82–75  | EMU 93–67 EMU 77–76      |
| 2020,  | Eastern Michigan   | EMU 3–1, CMU 2–2, WMU 1–3 | EMU 73–70 EMU 67–63   | CMU 85–78 CMU 85–68  | EMU 69–51 WMU 70–54      |
| 2021,  | Western Michigan   | WMU 2–1, CMU 2–2, EMU 1–2 | CMU 87–60 CMU 75–64   | WMU 76–61 WMU 67–65  | EMU 64–63 @ EMU – annulé |
| 2022,  | Eastern Michigan   | EMU 3–1, WMU 2–2, CMU 1–3 | EMU 99–68 EMU 75–70   | CMU 65–55 WMU 77–63  | EMU 85–79 WMU 71–60      |
| 2023,  | Eastern Michigan   | EMU 2–1, WMU 2–2, CMU 1–2 | EMU 62–56             | CMU 70–69 WMU 81–65  | WMU 85–79 EMU 66–59      |
| 2024,  | Central Michigan   | CMU 4–0, WMU 1–3, EMU 1–3 | CMU 80–64 CMU 65-62   | CMU 62–55 CMU 69-42  | WMU 73–56 EMU 70-67      |

Note : * Le trophée est conservé par le tenant à la suite des bilans égaux de chaque université

## Articles annexes
- Liste des matchs de rivalité en football américain universitaire de la NCAA
- Rivalité Central Michigan-Western Michigan (en)
- Rivalité Central Michigan-Eastern Michigan (en)